# Hexoplon praetermissum
Hexoplon praetermissum là một loài bọ cánh cứng trong họ Cerambycidae.